# Diecezja Dédougou
Diecezja Dédougou – diecezja rzymskokatolicka w Burkina Faso. Powstała w 2000 po podziale diecezji Nouna-Dedougou.

## Biskupi diecezjalni
- bp Zéphyrin Toé (2000 – 2005)
- bp Judes Bicaba (2005 – 2016)
- bp Prosper Bonaventure Ky (od 2018)